# Вассонит
Вассонит — очень редкий минерал класса сульфидов.
Впервые сведения о существовании вассонита получены от Национального управления по воздухоплаванию и исследованию космического пространства США в 2011, которое обнаружило вкрапления минерала  внутри метеорита Ямато 691, найденного в 1969 году в ходе японской антарктической экспедиции.
Представляет собой впервые обнаруженное в природе соединение «сульфид титана(II)».
Название дано по имени профессора Калифорнийского университета в Лос-Анджелесе Джона Вассона (англ. John T. Wasson) и утверждено Международной минералогической ассоциацией .